# Alchemilla purdiei
Alchemilla purdiei é uma espécie de rosácea do gênero Alchemilla, pertencente à família Rosaceae.